# Araneus macacus
Araneus macacus là một loài nhện trong họ Araneidae.
Loài này thuộc chi Araneus. Araneus macacus được miêu tả năm 1961 bởi Uyemura.